# Andrés Piquer
Andrés Piquer Arrufat (Fórnoles, Teruel, 6 de noviembre de 1711-Madrid, 3 de agosto de 1772) fue un médico, filósofo y lógico español.

## Biografía

### Primeros años y estudios
Hijo de padre aragonés y madre valenciana, estudió inglés y gramática en la vecina localidad de La Fresneda para, en 1727, a los 16 años,  trasladarse a Valencia, en cuya Universidad se licenció de filosofía y medicina en 1734. Allí le influyeron sobremanera el catedrático de anatomía Juan Bautista Longás y Antonio García Cervera. Piquer apodó a este último García el Grande por considerarlo cabeza de la renovación pedagógica de la enseñanza de la medicina.

### Primeras publicaciones y estancia en Valencia
Nada más graduarse, quiso acceder a plaza en el Hospital General de Valencia y en cátedras de la Universidad, lo que no pudo conseguir en ese momento. Sin embargo, la brillantez de sus ejercicios fue aumentando su prestigio y pronto publicó Medicina vetus et nova (1735), con influencias mecanicistas.
Todo ello le valió para ser nombrado oficialmente para el estudio de problemas sanitarios de la ciudad y otros lugares.
Desde 1741 se encontraba entre los amigos de Gregorio Mayans, amistad que mantuvieron hasta la muerte de Piquer y que le influyó sobremanera en su formación humanística, al tiempo que ayudó en su carrera.
A sus brillantes actuaciones y escritos, así como a la intervención de su amigo Mayans, se debe que en 1742 alcanzara la cátedra de anatomía de la Universidad de Valencia y poco después plaza de médico titular en el Hospital General de Valencia. En su cátedra dio gran importancia a la disección, así como a la indagación microscópica con la publicación de Thesis medico-anatomicae.
El mismo año 1742 entró a formar parte de la Academia Valenciana, recién fundada por Mayans, institución que no se consolidó principalmente por la insistencia de su fundador en publicar obras científicamente anticuadas, lo que le reprochó Piquer.
En 1745 publicó el primer volumen de su Física moderna, racional y experimental en el que se ocupaba de diversos temas, como, por ejemplo, los fósiles, a los que llamaba 'piedras figuradas'. Salió al paso de la explicación más creacionista de su época (vis plastica), para afirmar que se trataba de petrificaciones de seres vivos o de algunas de sus partes. Poco después editó un folleto para defender su Física de los ataques que recibió.
En 1747 publicó Lógica moderna y en 1751, Tratado de calenturas.

### Traslado a la corte

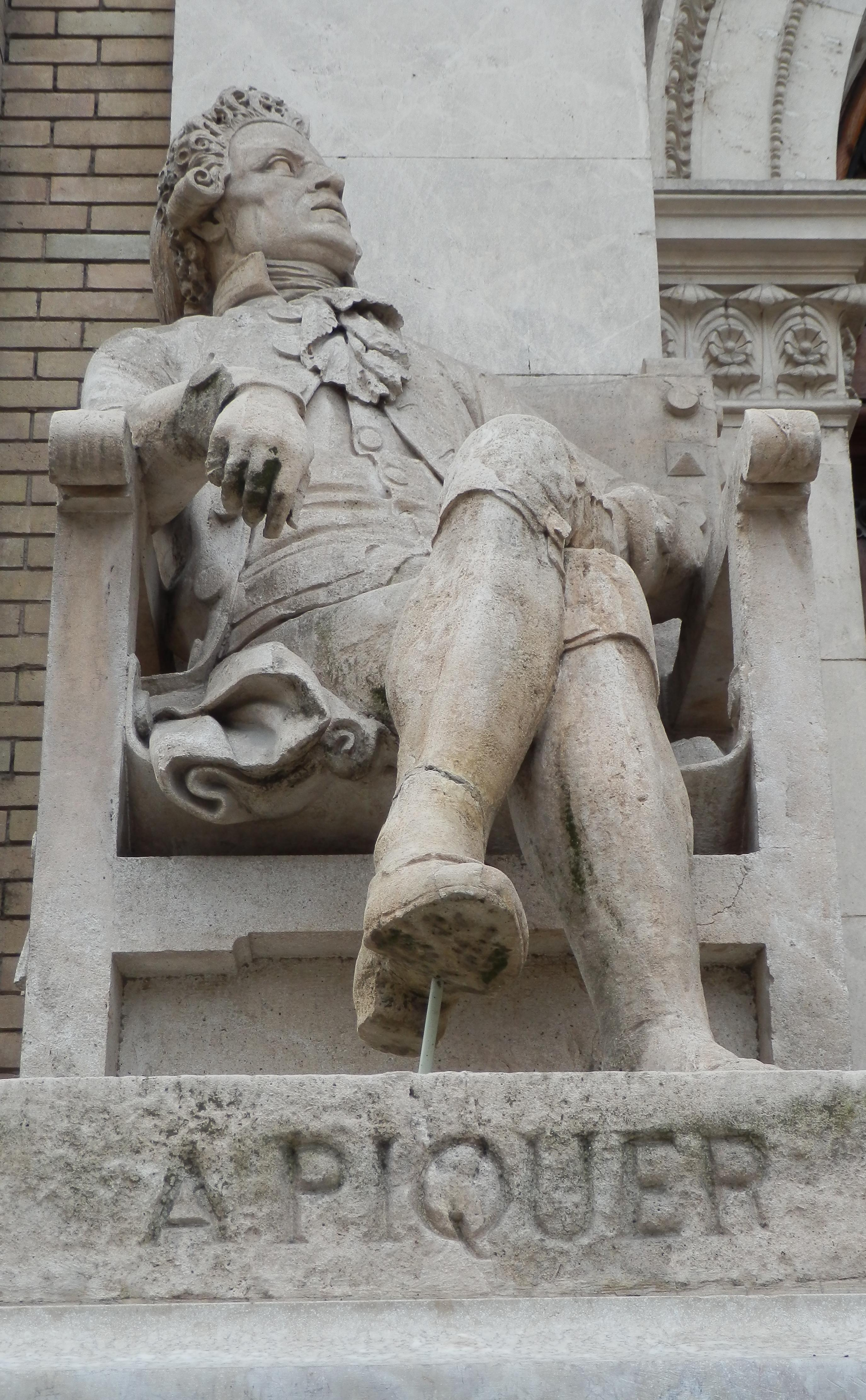
Estatua de Andrés Piquer, obra de Jaime Lluch, en el Paraninfo de la Universidad de Zaragoza (Antigua Facultad de Medicina).

En 1751 el Marqués de la Ensenada le nombró médico de cámara supernumerario de Fernando VI y se trasladó a Madrid, designación en la que influyeron tanto Mayans como su maestro Antonio García, quien ya era médico real. Asistió al depresivo rey y a la reina Bárbara de Braganza.
En 1752 se le designó vicepresidente de la Real Academia Médica Matritense y miembro del Tribunal del Real Protomedicato.
En 1762 publicó Institutiones medicae ad usum Scholae Valentinae y, entre 1764 y 1766 Praxis medica.
En su Discurso sobre la enfermedad del Rey nuestro señor Fernando VI se puede apreciar una gran rigurosidad en la observación de las enfermedades mentales.

## Perfil de su obra
Escribió en latín y castellano. Como filósofo y médico tendía al eclecticismo y se situó en un término medio entre el hipocratismo y la medicina experimental. Conocía perfectamente la Escolástica pero le seducían también las novedades extranjeras de la Ilustración, y al cabo se mostró como uno de los principales exponentes de los Novatores en la temprana ilustración española. Tradujo al castellano en tres tomos la obra de Hipócrates con el texto griego y su versión latina (1757-1770).
Física moderna racional y experimental (1745) es el primer libro sobre esta materia publicado en lengua española. El móvil que le condujo a escribir la Física fue la falta de preparación de los escolares en lo que se refería a Física moderna, y su intento de ofrecer conocimientos físicos útiles a los estudiantes de Medicina. Los supuestos de la obra son totalmente modernos, y así afirmó que «la Física es una ciencia racional; la experiencia es su principal fundamento».
También escribió un método de lógica, Lógica moderna (1747). Pasó de un mecanicismo militante a unas ideas más antisistémicas.
Como recompensa a los numerosos años al servicio del rey y a petición de Andrés Piquer, el monarca financió en su pueblo natal, Fórnoles, la construcción de la iglesia con la torre más alta de toda la provincia.

## Obras
- Medicina vetus et nova (1735)
- Tratado de las calenturas (1751)
- Lógica moderna (1747)
- Filosofía moral para la juventud española (1755)
- Piquer, Andrés (1745). Física moderna racional y experimental. Editorial Maxtor.España. ISBN 84-95636-10-7 (Ed. Facsímil)..